# Spargania magnoliata
Spargania magnoliata là một loài bướm đêm trong họ Geometridae.